# یونان بیزانسی
یونان بیزانس تاریخچه‌ای دارد که عمدتاً با تاریخ خود امپراتوری بیزانس منطبق است.

## پیش‌زمینه: یونان رمی

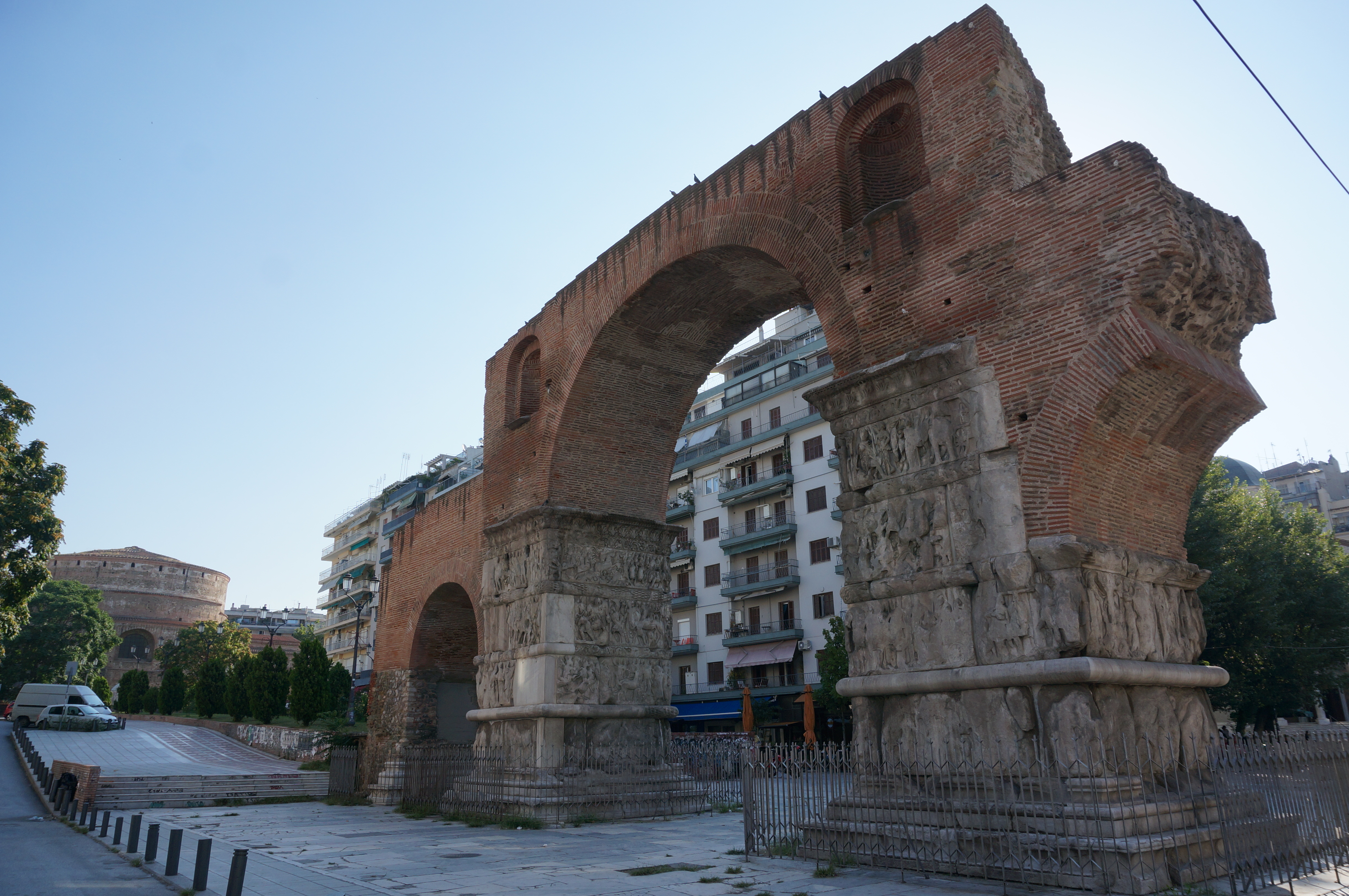
طاق گالریوس و روتوندا، سالونیک.

شبه‌جزیره یونان در ۱۴۶ پیش از میلاد تحت‌الحمایه روم شد و جزایر دریای اژه در سال ۱۳۳ پیش از میلاد به این قلمرو اضافه شد. آتن و سایر شهرهای یونان در سال ۸۸ پیش از میلاد شورش کردند و شورش شبه‌جزیره توسط ژنرال رومی سولا در هم شکست. جنگ‌های داخلی روم، این سرزمین را بیشتر ویران کرد، تا اینکه در ۲۷ پیش از میلاد سزار آگوستوس شبه‌جزیره را به عنوان استان آخیا سازمان داد.
یونان یک استان معمولی شرقی از امپراتوری روم بود. رومی‌ها مستعمره نشینان را به آنجا فرستادند و ساختمان‌های جدیدی به شهرهای آن بخشیدند، به ویژه در آگورا آتن، جایی که مارکوس ویپسانیوس آگریپا، کتابخانه تیتوس فلاویوس پانتانوس، و برج بادها، در میان دیگران ساخته شد. رومی‌ها تمایل به فیللین داشتند و یونانیان عموماً به روم وفادار بودند.
زندگی در یونان تحت استیلای امپراتوری روم تقریباً مانند گذشته ادامه یافت و یونانی همچنان زبان فرانسه در شرق و مهم‌ترین بخش امپراتوری بود. فرهنگ رومی به شدت تحت تأثیر فرهنگ کلاسیک یونانی قرار داشت (به جهان یونانی رومی مراجعه کنید) همان‌طور که هوراس گفت: "Graecia capta ferum victorem cepit" (ترجمه: "یونان اسیر، فاتح گستاخ خود را به اسارت گرفت"). حماسه‌های هومر الهام‌بخش انه‌اید ویرژیل بودند، و نویسندگانی مانند سنکای جوان با استفاده از سبک‌های یونانی نوشتند، در حالی که رومی‌های معروف مانند شیپیو آفریکانوس، ژولیوس سزار و مارکوس اورلیوس آثاری را به زبان یونانی گردآوری کردند.
در آن دوره، روشنفکران یونانی مانند جالینوس یا آپولودور دمشقی پیوسته به رم آورده می‌شدند. در داخل شهر رم، زبان یونانی توسط نخبگان رومی، به ویژه فیلسوفان، و طبقات پایین کارگر مانند ملوانان و تجار صحبت می‌شد. امپراتور نرون در سال ۶۶ میلادی از یونان بازدید کرد و در بازی‌های المپیک، علی‌رغم قوانینی که مخالف شرکت غیریونانی بود، اجرا کرد. او البته در هر مسابقه با پیروزی در آن مفتخر شد و در سال ۶۷ آزادی یونانیان را در بازی‌های ایستمی در کورینتوس اعلام کرد، درست مانند تیتوس کوئینکتیوس فلامینیوس در بیش از ۲۰۰ سال پیش از آن وجود داشته است.
همچنین هادریان به یونانیان علاقه خاصی داشت. قبل از اینکه امپراتور شود، به عنوان آرخون همنام آتن خدمت می‌کرد. او همچنین طاق همنام خود را در آنجا ساخت و معشوقه‌ای یونانی به نام آنتینوس داشت.
در همان زمان، یونان و بسیاری از بقیه شرق روم تحت تأثیر مسیحیت قرار گرفتند. پولس رسول در کورینتوس و آتن موعظه کرده بود و یونان به زودی به یکی از مناطق بسیار مسیحی شده امپراتوری تبدیل شد.

## امپراتوری روم شرقی (بیزانس) (قرن چهارم میلادی)

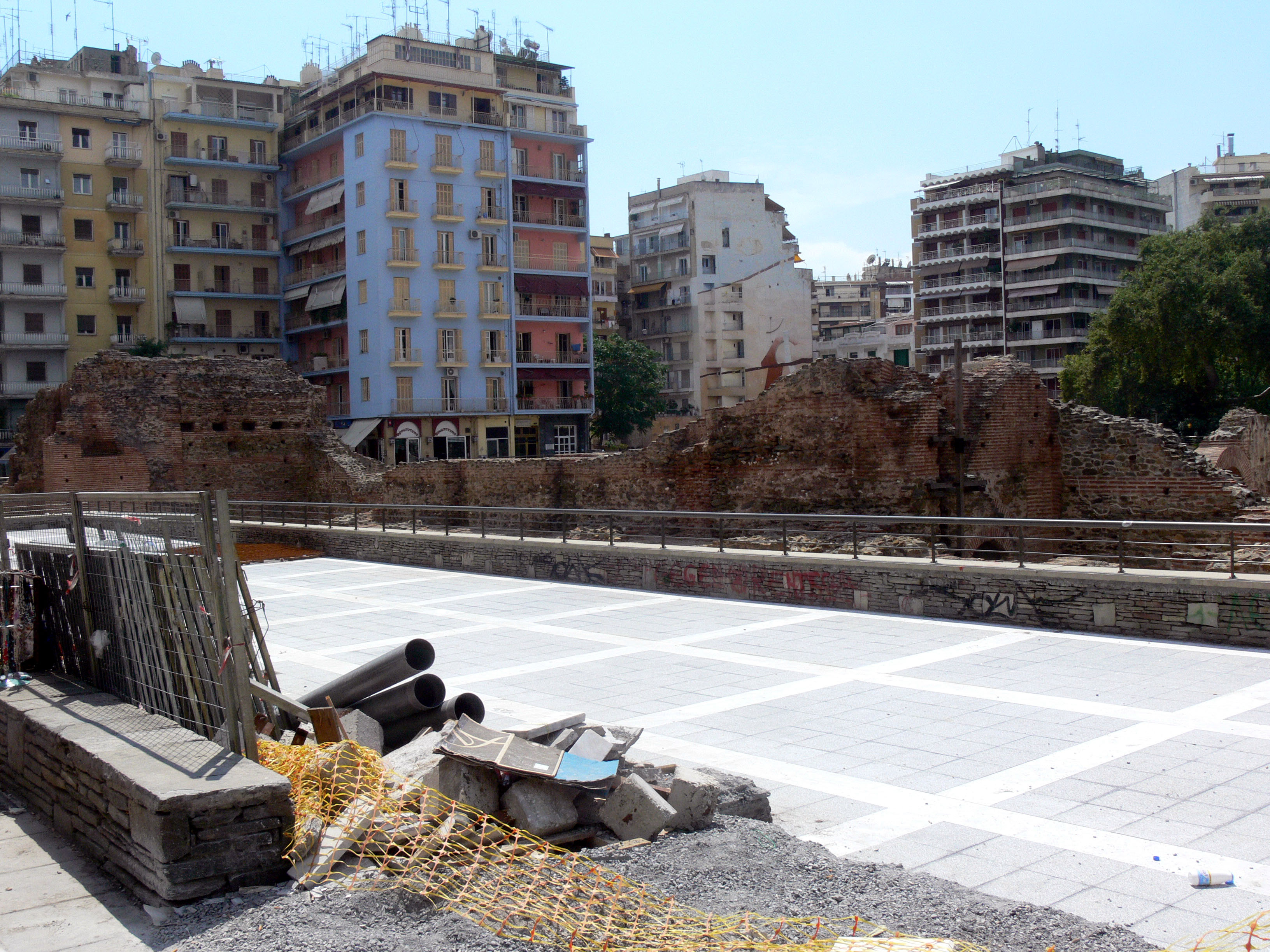
بقایای کاخ گالریوس در تسالونیکی (میدان ناوارینو)، در نزدیکی هیپودروموس که در آن قتل‌عام سالونیک در زمان سلطنت تئودوسیوس یکم رخ داد.

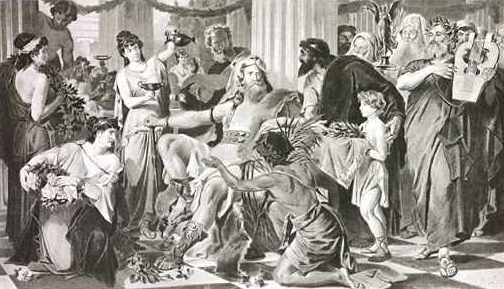
آلاریک یکم در آتن اثر لودویگ تیرش.

در طول قرن دوم و سوم، یونان به استان‌هایی شامل آخیا،  مقدونیه، Epirus vetus و تراکیا تقسیم شد. در زمان سلطنت دیوکلتیان در اواخر قرن سوم میلادی، غرب بالکان به عنوان یک اسقف‌نشین رومی سازماندهی شد و توسط گالریوس اداره می‌شد. یونان در زمان کنستانتین یکم، یونان بخشی از اسقف‌نشین‌های مقدونیه و تراکیا بود. شرق و جنوب جزایر دریای اژه استان Insulae در اسقف‌نشین آسیا را تشکیل دادند.
یونان با تهاجمات هرولی، گوت‌ها و وندال‌ها در طول سلطنت تئودئوس یکم مواجه شد. استیلیکو، که به عنوان نایب السلطنه برای آرکادیوس عمل می‌کرد، با حمله ویزیگوت‌ها در اواخر قرن چهارم تسالی را تخلیه کرد. آرکادیوس کاخ‌دار اوتروپیوس به آلاریک اجازه ورود به یونان را داد و او کورینتوس و پلوپونز را غارت کرد. سرانجام استیلیکو او را در حدود سال ۳۹۷ بیرون کرد و آلاریک استاد سربازان (به لاتین: "magister militum") در فرمانداری پرایتوری ایلیریکوم شد. سرانجام آلاریک و گوت‌ها به ایتالیا مهاجرت کردند، در سال ۴۱۰ رم را غارت کرده و پادشاهی ویزیگوت را در شبه‌جزیره ایبری و جنوب فرانسه ساختند که تا سال ۷۱۱ با ظهور اعراب ادامه یافت.
یونان بخشی از نیمه شرقی نسبتاً یکپارچه امپراتوری باقی ماند. برخلاف تصورات منسوخ دوران باستان متأخر، شبه‌جزیره یونان به احتمال زیاد یکی از پر رونق‌ترین مناطق روم و بعداً امپراتوری روم شرقی/بیزانس بوده است. سناریوهای قدیمی‌تر فقر، کاهش جمعیت، تخریب بربرها و زوال مدنی با توجه به اکتشافات باستان‌شناسی اخیر مورد بازنگری قرار گرفته‌اند. در واقع به نظر می‌رسد که پولیس به عنوان یک نهاد در این دوره در یونان رونق داشته است. اوایل قرن ششم "Synecdemus" هیروکلس در ارزش اسمی گرفته شده است، یونان اواخر دوران باستان بسیار شهری بود و تقریباً هشتاد شهر را در خود جای داده بود. برای یونان اواخر دوران باستان، پارادایم شکوفایی و دگرگونی دقیق‌تر و مفیدتر از پارادایم زوال و سقوط است. این دیدگاه رونق شدید امروزه به‌طور گسترده پذیرفته شده است، و فرض بر این است که بین قرن‌های قرن چهارم و قرن هفتم پس از میلاد، یونان ممکن است یکی از فعال‌ترین مناطق اقتصادی در شرق مدیترانه‌ای بوده باشد.
پس از از دست دادن اسکندریه و آنطاکیه به اعراب، تنها پس از قسطنطنیه، سالونیک دومین شهر بزرگ امپراتوری بیزانس شد که به آن «هم‌سلطان» می‌گویند (symbasileuousa). شبه جزیره یونان یکی از قوی‌ترین مراکز مسیحیت در اواخر روم و اوایل دوره بیزانس باقی ماند. پس از بازیابی منطقه از تهاجمات اسلاوها، ثروت آن احیا شد. وقایعی مانند تهاجم سلجوقی به آسیای صغیر و اشغال قسطنطنیه توسط لاتینی‌ها در اواخر دوره بیزانس، به تدریج توجه امپراتوری بیزانس را به شبه جزیره یونان متمرکز کرد. پلوپونز به ویژه از نظر اقتصادی و فکری حتی در دوران سلطه لاتین خود، بازپس‌گیری توسط بیزانس و تا سقوط نهایی آن به دست امپراتوری عثمانی، موقعیت خود را حفظ کرد.

## تهدید و تسخیر توسط دولت عثمانی

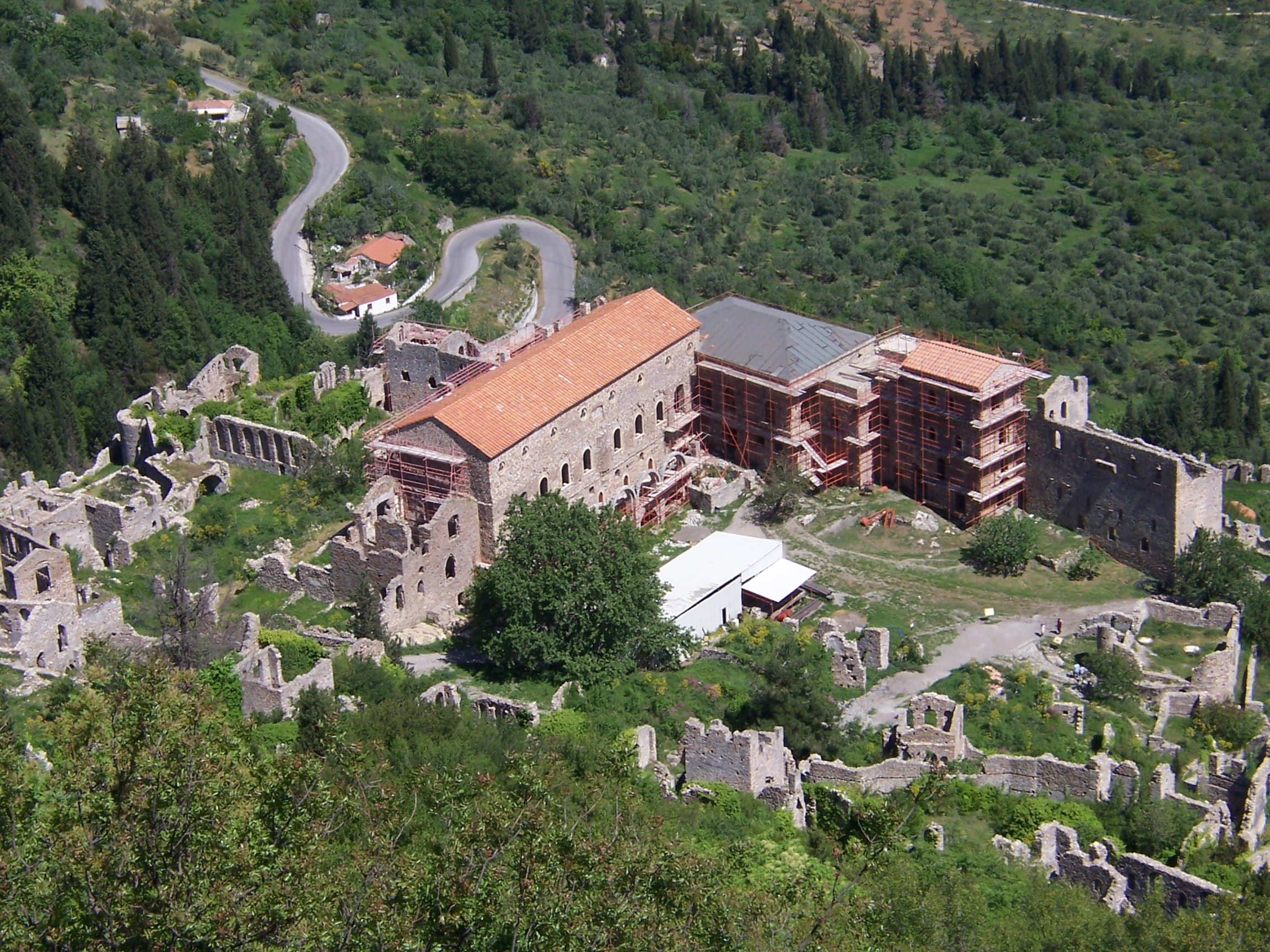
کاخ میستراس، پایتخت امیرنشین موریا

در زمان سلطنت آندرونیکوس سوم پالئولوگوس، که در سال ۱۳۲۸ آغاز شد، امپراتوری بیشتر یونان، به ویژه کلان‌شهر سالونیک را تحت کنترل داشت، اما خیلی کم. اپیروس اسماً بیزانسی بود اما هنوز گهگاه شورش می‌کرد تا اینکه در سال ۱۳۳۹ به‌طور کامل تحت تسلط قرار گرفت. یونان بیشتر به عنوان میدان جنگ در طول جنگ داخلی بین ژان پنجم پالئولوگوس و ژان ششم کانتاکوزنوس در دهه ۱۳۴۰ مورد استفاده قرار گرفت. در همان زمان صرب‌ها و عثمانی‌ها حمله به یونان را نیز آغاز کردند. تا سال ۱۳۵۶، امیرنشین مستقل دیگری در اپیروس و تسالی تأسیس شد.
پلوپونز که معمولاً در این دوره موریا نامیده می‌شد، اکنون تقریباً مرکز امپراتوری بود و مطمئناً حاصلخیزترین منطقه بود. میستراس و مونمواسیا حتی پس از طاعون سیاه در اواسط قرن چهاردهم پرجمعیت و مرفه بودند. میستراس از نظر اهمیت با قسطنطنیه رقابت می‌کرد. این مرکز دژ ارتدکس یونانی بود و با تلاش‌های امپراتورها برای اتحاد با کلیسای کاتولیک به شدت مخالف بود، حتی اگر این امر به امپراتوری اجازه می‌داد در برابر عثمانی‌ها از غرب کمک بگیرد.
عثمانی‌ها فتح شبه‌جزیره بالکان و یونان را در اواخر قرن چهاردهم و اوایل قرن پانزدهم میلادی با تصرف سالونیک، یوانینا و تسالی آغاز کرده بودند. در سال ۱۴۴۵، تسالی تحت اشغال عثمانی توسط امپراتور آینده کنستانتین یازدهم، در زمان مستبد میستراس، بازپس گرفته شد، اما او نمی‌توانست در برابر بیشتر مناطق عثمانی انجام دهد. امپراتور کنستانتین یازدهم در سال ۱۴۵۳ هنگامی که عثمانی‌ها سرانجام قسطنطنیه را تصرف کردند، شکست خورد و کشته شد. پس از سقوط قسطنطنیه، عثمانی‌ها تا سال ۱۴۵۸ آتن را نیز تصرف کردند، اما تا سال ۱۴۶۰ یک مستبد بیزانسی در پلوپونز باقی گذاشتند. ونیزی‌ها همچنان کرت، جزایر دریای اژه و برخی از شهر-بندرها را کنترل می‌کردند، اما در مقابل، عثمانی‌ها بسیاری از مناطق یونان را به جز کوه‌ها و مناطق جنگلی انبوه کنترل می‌کردند.